# Arnold von Heems
baron Arnold von Heems (data urodzenia nieznana, zmarł w roku 1718)  był austriackim dyplomatą. 
W latach 1696–1707 był Cesarskim ambasadorem w Berlinie. Od 1707 roku aż do był rezydentem Cesarstwa w Hadze. Zmarł w Hadze w 1718 roku pełniąc swe funkcje szefa misji dyplomatycznej do śmierci.